# ولکی ملهو
ولکی ملهو (به چکی: Velký Malahov) یک منطقهٔ مسکونی در جمهوری چک است که در Domažlice District واقع شده‌است.

## خصوصیات
ولکی ملهو ۱۶٫۹۱ کیلومترمربع مساحت و ۲۵۴ نفر جمعیت دارد و ۵۱۳ متر بالاتر از سطح دریا واقع شده‌است.